# Léon Van Hove
Léon Charles Prudent Van Hove, belgijski fizik, * 10. februar 1924, Bruselj, Belgija, † 2. september 1990, Ženeva, Švica.
Van Hove je bil med letoma 1976 in 1980 skupaj z Johnom Bertramom Adamsom raziskovalni glavni direktor Cerna. Raziskoval je na področju matematike, fizike trdnin, fizike osnovnih delcev in jedrske fizike ter fizikalne kozmologije.

## Življenje in delo
Študiral je matematiko in fiziko na Université Libre de Bruxelles (ULB). Na tej univerzi je leta 1946 doktoriral iz matematike. Med letoma 1949 in 1954 je delal na Inštitutu za višji študij v Princetonu (New Jersey) na podlagi srečanja z Oppenheimerjem. Kasneje je delal v Brookhavenskem narodnem laboratoriju in bil profesor ter predstojnik Inštituta za teoretično fiziko Univerze v Utrechtu. V 1950-ih je položil teoretične temelje analize neprožnega sipanja nevtronov|nevtronov s pomočjo dinamičnega strukturnega faktorja.
Leta 1958 je prejel Francquijevo nagrado za eksaktne znanosti. V letu 1959 so ga povabili za vodjo teoretičnega oddelka v CERN v Ženevi. Van Hovea so leta 1975 skupaj z Adamsom izvolili za glavnega direkorja CERN, kot odgovornega za raziskovalne dejavnosti organizacije. Med njegovim direktorstvom so predlagali projekt LEP.

## Priznanja

### Nagrade
- Francquijeva nagrada, 1958
- Heinemanova nagrada za matematično fiziko, 1962
- medalja Maxa Plancka, 1974